# M65 280mmカノン砲

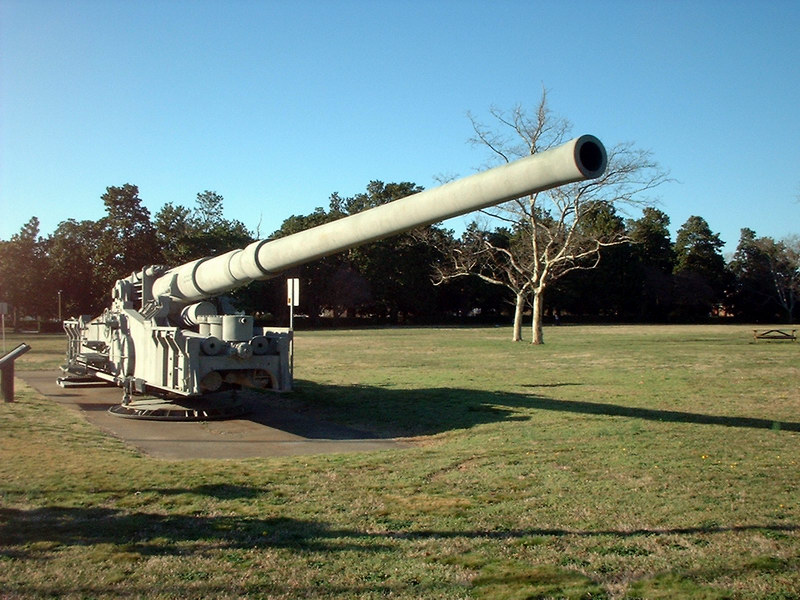
M65 280mmカノン砲

M65 280mmカノン砲はアメリカ陸軍が戦後1953年から1963年まで運用していた野戦重砲。核砲弾射撃を任務としアトミックキャノン（原子砲 Atomic Cannon）と呼ばれた。1955年4月から1962年12月まで、西ドイツ、韓国、沖縄に配備されていた。

## 概要

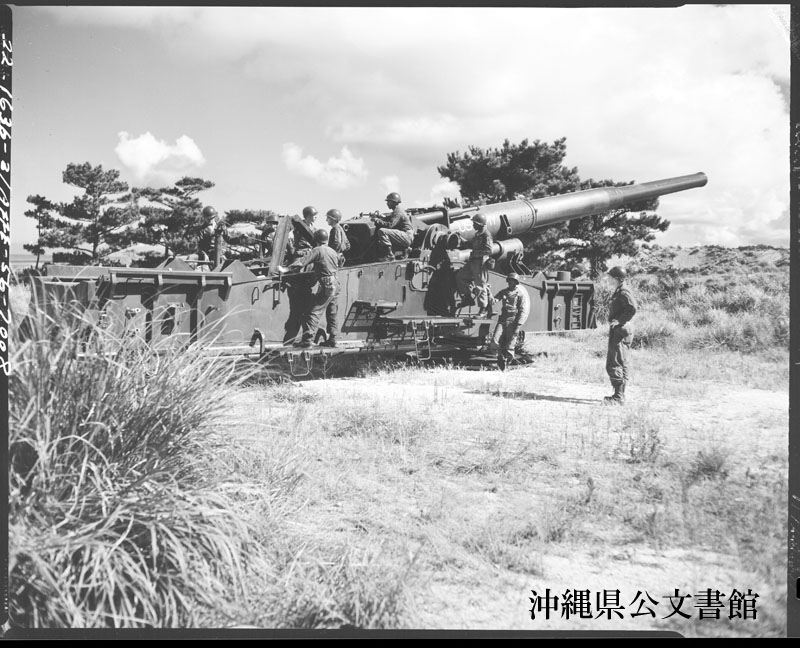
普天間地区で発射準備作業中の280mm原子砲 (1956年7月17日)

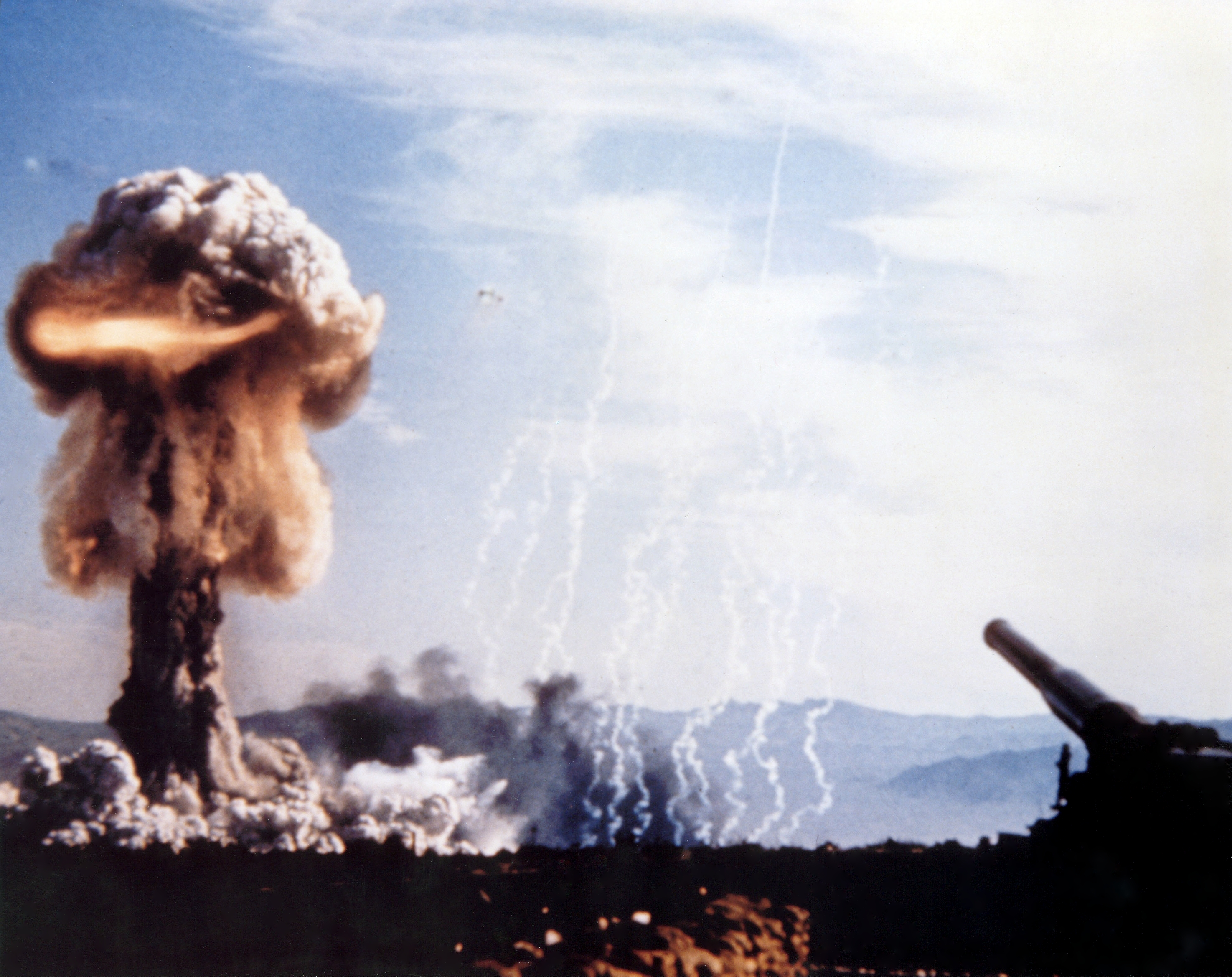
1953年に行われたアップショット・ノットホール作戦グレイブル実験。M65 280mmカノン砲で発射。核出力は広島に投下されたのと同じ15kt。

陸軍のピカティニー・アーセナルにて1949年から開発が開始された。当初は口径240mm程度で検討されていたが、核兵器の小型化に限界があり、口径280mmとなった。1953年から配備が開始されている。
M65は自力移動はできず、砲の前後にはコンチネンタル製AO-895-4ガソリンエンジンで駆動する2両の特製トレーラー「M249」「M250」を連結し移動を行なった。移動状態から射撃状態への変更は約15分かかり、移動状態への変更も同程度の時間を要する。
1953年5月25日にネバダ核実験場にてW9核砲弾の実射を伴う核実験（アップショット・ノットホール作戦グレイブル実験）が国防長官や統合参謀本部議長列席のもとで実施された。核砲弾の実射試験はこの1回のみである。
M65は20門が生産され、ヨーロッパと韓国と沖縄に配備された。敵の目標とならないために、設置位置は頻繁に変更された。
1955年10月25日、宜野座のキャンプ・ハーディーで試射をおこなった際、100メートル先の松田小学校の児童4人が衝撃で飛び散ったガラスが突き刺さり怪我をする事件がおこった。また普天間飛行場でもM65を射撃していた米軍の記録写真が公文書館に残されている。米国国防総省によると、沖縄には1955年12月から1960年6月まで配備されていたとある。
配備核砲弾は1952年からW9が用いられ、1955年から1957年にかけて改良型のW19に更新された。W9およびW19は両方とも80発が生産されている。
核兵器の小型化やミサイル搭載などによりM65は旧式化したが、1963年までは配備されていた。

## 要目
- 重量：83.3t
- 長さ：25.6m
- 幅：4.9m
- 高さ：3.7m
- 操作人員：5-7名
- 口径：280mm
- 射程：約30km
- 使用核砲弾：W9、W19